# Vincent Youmans
Vincent Millie Youmans (født 27. september 1898, død 5. april 1946) var en amerikansk Broadwaykomponist og producer.
Som en førende Broadway-komponist af sin tid samarbejdede Youmans med stort set alle de største tekstforfattere på Broadway: Ira Gershwin, Otto Harbach, Oscar Hammerstein II, Irving Caesar, Anne Caldwell, Leo Robin, Howard Dietz, Clifford Grey, Billy Rose, Edward Eliscu, Edward Heyman, Harold Adamson, Buddy DeSylva og Gus Kahn.

## Biografi
Youmans blev født i New York City i en velstående familie af hattemagere. Da han var to, flyttede hans far familien til overklassebyen Larchmont, New York.
Youmans gik på Trinity School i Mamaroneck, New York og Heathcote Hall i Rye, New York.
Hans ambition var oprindeligt at blive ingeniør, og han gik på Yale University for en kort periode. Han stoppede for at blive runner for et Wall Street-mæglerfirma,
men han blev kort tid efter udtaget til United States Navy under første verdenskrig, skønt han ikke var i kamp. Mens han var udstationeret i Illinois blev han interesseret teater og begyndte at producere troppeshows.
Efter krigen var Youmans song-plugger på Tin Pan Alley for Jerome H. Remick Music Publishers, og derefter øvepianist for komponisten Victor Herberts operetter.
I 1921 arbejdede han sammen med tekstforfatteren Ira Gershwin på musikken til Two Little Girls in Blue, som bragte ham hans første Broadway-komponeringskreditering, og hans første hit "Oh Me! Oh My!", og en kontrakt med TB Harms Company.
Hans næste show var Wildflower i 1923, med tekster af Otto Harbach og Oscar Hammerstein II, som var en stor succes.
Hans mest vedvarende succes var No, No, Nanette, med tekster af Irving Caesar, og nåede Broadway i 1925.
No, No, Nanette var en af de mest succesfulde musical-komedier i 1920'erne i både Europa of USA og hans to sange "Tea For Two" og "I Want to Be Happy" var verdensomspændende hits.
I 1927 begyndte Youmans at producere sine egne Broadway-shows. Han forlod også sin udgiver TB Harms Company, og begyndte at udgive sine egne sange.
Han havde stor succes med musicalen Hit the Deck fra 1927, som omfattede hit sangene "Sometimes I'm Happy" og "Hallelujah".
Hans efterfølgende produktioner efter 1927 var fiaskoer, selvom de omfattede store hits ("Great Day" og "Without a Song fra musicalen Great Day fra 1929, "Time On My Hands" fra Smiles fra 1930 og titelsangen til Through the Years)
Hans sidste bidrag til Broadway, var ekstra sange til Take a Chance fra 1932.
I 1933 skrev han sangene til Carioca, den første film der havde filmparret Fred Astaire og Ginger Rogers i hovedrollerne.
Han skrev musik til sangene "Orchids in the Moonlight", "Carioca", "Music Makes Me" og titelmelodien "Flying Down to Rio".
Han blev nomineret til en Oscar for bedste sang for sangen Carioca sammen med tekstforfatterne Edward Eliscu og Gus Kahn.
Filmen var et enormt hit, og den genoplivede komponistens professionelle udsigter, skønt han aldrig igen skrev for Astaire/Rogers.
Efter en professionel karriere på bare 13 år, blev Youmans tvunget til at gå på pension i 1934, fordi han havde fået Tuberkulose. Han tilbragte resten af sit liv i kampen mod sygdommen.
Hans eneste tilbagevenden til Broadway var for et opsætte en dårlig extravaganza kaldet Vincent Youmans' Ballet Revue i 1943. Det var en abitiøs blanding af Latin-amerikansk og klassisk musik inklusiv Maurice Ravels "Daphnis et Chloé", koreograferet af Leonide Massine. Produktionen tabte omkring 4 millioner dollars.
Youmans døde af tuberkulose som 47-årig, i Denver, Colorado. Han blev indlemmet i Songwriters Hall of Fame i 1971 og i 1983 blev han også indlemmet i American Theater Hall of Fame.